# برودي ريتاليك
برودي ريتاليك (مواليد 31 مايو 1991) هو لاعب اتحاد رغبي نيوزيلندي.

## وصلات خارجية
- برودي ريتاليك عل موقع إسبنسكروم (الإنجليزية)
- برودي ريتاليك على موقع ItsRugby.co.uk (الإنجليزية)